# Akwaya
Akwaya è un centro abitato del Camerun, situato nella Regione del Sudovest.